# Tatlıcak, Turhal
Tatlıcak là một xã thuộc huyện Turhal, tỉnh Tokat, Thổ Nhĩ Kỳ. Dân số thời điểm năm 2011 là 797 người.